# Садиба Ярошевича
Садиба мирового судді Ярошевича — пам'ятка архітектури в Білгороді-Дністровському. Збудована в 1890 році. Належала поміщику і почесному мировому судді Алоїзієві Ярошевичу. Перебуває в аварійному стані.
Садибу побудували в 1890 році князі Волконські. Потім його викупив великий аккерманський підприємець Ярошевич. У роки Другої світової війни з 1941 до 1944 в будинку розташовувалася філія румунського королівського банку. У повоєнні роки — дитяча лікарня, яку перенесли зі споруди на початку 1990-х років.
Алоїзій Осипович Ярошевич проживав в Одесі, але майже 15 років служив в Аккермані почесним мировим суддею, дослужившись з чину колезького асесора в 1885 році до статського радника в 1899 році (генеральське звання). За свою службу був удостоєний спадкового дворянства, внесений в 1-шу частину Дворянської родовідної книги Бессарабської губернії в 1905 році. Був великим землевласником Акерманського повіту, володів селом Карлівка (нині Бикоза).
У 2013 році Кабінет міністрів України погодив передачу архітектурного пам'ятника Білгорода-Дністровського — т. зв. особняка Ярошевича — з комунальної в державну власність.